# 王宁生
王宁生（1946年—），男，汉族，贵州安顺人，中华人民共和国政治人物，曾任中国农工民主党中央委员会副主席、广东省委员会主任委员，广州中医药大学副校长，广东省人大常委会副主任，第十一届全国人民代表大会广东地区代表。

## 生平
王宁生毕业于南京药学院药学专业。2008年，担任全国人大常委会委员。